# Laniisoma
Laniisoma – rodzaj ptaków z podrodziny łuskowików (Ptilochlorinae) w obrębie rodziny bekardowatych (Tityridae).

## Rozmieszczenie geograficzne
Rodzaj obejmuje gatunki występujące w Ameryce Południowej (Kolumbia, Wenezuela, Ekwador, Peru, Boliwia i Brazylia).

## Morfologia
Długość ciała 17,3–20,5 cm (długość skrzydła samic 93–108 mm, samców 90–105 mm, długość ogona samic 60–64 mm, samców 54,5–69 mm, długość dzioba samic 14,92–20,03 mm, samców 15,9–19,39 mm); masa ciała samic 44,2–59,8 g, samców 40–48 g.

## Systematyka
Rodzaj zdefiniował w 1832 roku angielski zoolog William Swainson w załączniku poświęconym nowym rodzajom i podrodzajom ptaków, opublikowanym w publikacji napisanej przez autora wspólnie ze szkockim przyrodnikiem Johnem Richardsonem, dotyczącej okazów fauny północnoamerykańskiej zebranych podczas wyprawy lądowej kapitana Johna Franklina. Gatunkiem typowym jest (oryginalne oznaczenie) łuskowik oliwkowy (L. elegans).

### Etymologia
- Laniisoma (Lanniisoma): rodzaj Lanius Linnaeus, 1758 (dzierzba); gr. σωμα sōma, σωματος sōmatos ‘ciało’[8].
- Ptilochloris: gr. πτιλον ptilon ‘pióro’; χλωρις khlōris ‘zielony’[9]. Gatunek typowy (oznaczenie monotypowe): Ampelis elegans Thunberg, 1823.
- Collurampelis: zbitka wyrazowa nazw rodzajów: Collurio Kaup, 1829 (dzierzba) i Ampelis Linnaeus, 1766 (bławatnik)[10].

### Podział systematyczny
Do rodzaju należą dwa gatunki:
- Laniisoma buckleyi (P.L. Sclater & Salvin, 1880) – łuskowik andyjski
- Laniisoma elegans (Thunberg, 1823) – łuskowik oliwkowy